# Rhinanthus glaber
Rhinanthus glaber là loài thực vật có hoa thuộc họ Cỏ chổi. Loài này được Lam. miêu tả khoa học đầu tiên năm 1778.